# Elyn Saks
Pour les articles homonymes, voir Saks.
Elyn R. Saks est une juriste, psychanalyste et professeure d'université américaine. Elle est l'auteure d'un récit autobiographique dans lequel elle témoigne de son expérience personnelle de personne atteinte de schizophrénie.

## Biographie
Elle est titulaire de la chaire Orrin B. Evans Professor of Law, Psychology, and Psychiatry and the Behavioral Sciences à l'école de droit de l'université de Californie du Sud. Elle est experte sur les lois américaines concernant la santé mentale. Saks vit avec la schizophrénie ; elle a décrit son expérience dans un récit autobiographique qui a été primé : The Center Cannot Hold, publié chez Hyperion, en 2007. Saks a aussi survécu au cancer.

## Parcours
Elle obtient sa licence à l'université Vanderbilt puis sa maîtrise à l'université d'Oxford, et un doctorat en droit à l'école de droit de l'université Yale, où elle est rédactrice du magazine Yale Law Journal. 
Elle a suivi une formation en psychanalyse au New Center for Psychoanalysis. 
Elle travaille comme avocate dans le Connecticut, puis devient professeure de droit à l'université de Bridgeport, avant de d'obtenir une chaire professorale à la faculté de droit de l'université du Sud de la Californie, en 1989. 
Elle est membre de plusieurs associations ou organisations au cours de sa carrière : de la fraternité étudiante Phi Beta Kappa, de l'association américaine de psychanalyse, membre des services de défense[Quoi ?] pour la santé mentale, et membre de la fondation psychanalytique de Los Angeles, de la fondation Robert J. Stoller, et l'institut de droit américain.

## Recherche sur la maladie mentale
Saks a connu ses premiers symptômes de maladie mentale à l'âge de huit ans, mais elle a eu son premier grand épisode psychotique lorsqu'elle étudiait à l'université d'Oxford. Un nouvel épisode s'est produit quand Saks été étudiante à la faculté de droit de Yale, après quoi elle a « fini par être contrainte par la force, et obligée de prendre des médicaments antipsychotiques ».
Elle témoigne de son expérience dans un récit autobiographique,The Center Cannot Hold: My Journey Through Madness (2007). Saks a aussi survécu au cancer. Elle souligne que « la maladie, quelle que soit sa nature, ne définit pas un individu, en faisant remarquer les différentes façons dont les maladies mentales et physiques sont considérées ».

## Citations
« il y a un besoin énorme de faire imploser les mythes de la maladie mentale, de mettre un visage sur elle, pour montrer aux gens qu'un diagnostic ne doit pas conduire à une vie douloureuse et marginale. » Au cours des dernières années, les chercheurs ont commencé à parler de soins de santé mentale de la même manière que les spécialistes de la toxicomanie parlent de guérison — l'auto-traitement à vie et la discipline des guides et programmes pour toxicomanes. L'idée reste controversée : la gestion d'une maladie mentale grave est plus compliquée que le simple fait d'éviter certains comportements. Les approches incluent la « médication (en général), la thérapie (souvent), une mesure de bonne chance (toujours) — et, surtout, la force intérieure pour gérer ses propres démons, s'ils ne sont pas bannis ». Les origines de cette force, selon elle, sont diverses : elle rapporte des témoignages d'anciens patients qui évoquent comme ressources l'amour, le pardon, la foi en Dieu, ou encore les relations amicales. Saks dit : « nous qui sommes aux prises avec ces troubles pouvons être comblés, heureux, productifs, si nous avons les bonnes ressources. »
À plusieurs reprises, elle a parlé aux membres de l'association américaine de psychiatrie sur le thème d'être un professionnel reconnu qui a eu une grave maladie mentale, et de son point de vue sur les soins psychiatriques. En juin 2012, Saks a donné une conférence TED en plaidant pour la compassion à l'égard des personnes atteintes de maladie mentale.
Elle a fait des recherches sur les personnes schizophrènes à haut potentiel à Los Angeles, qui souffrent de « comportements légèrement délirants ou hallucinatoires » qui font des études et deviennent des professionnels reconnus.

## Prix et distinctions
- 2009 : bourse de la fondation MacArthur[9],[10].
- une salle d'hôpital[11] est nommé « The Elyn Saks Ward » à l'hôpital de Pelham Woods à Dorking
- membre élue de l'American Law Institute
- prix pour la créativité dans la recherche et l'érudition
- 2004 : prix universitaire Phi Kappa[12].

## Publications
- (en) The Center Cannot Hold : My Journey Through Madness, 2007, 340 p. (ISBN 978-1-4013-0138-5).
- (en) Refusing Care : Forced Treatment and the Rights of the Mentally Ill (ISBN 978-0-226-73397-5).
- (en) Interpreting Interpretation : The Limits of Hermeneutic Psychoanalysis, 1999, 263 p. (ISBN 978-0-300-07603-5).
- (en) Jekyll on Trial : Multiple Personality Disorder and Criminal Law, 2000, 278 p. (ISBN 978-0-8147-9764-8, lire en ligne).